# Chen Zhaokui
Dans ce nom, le nom de famille, Chen, précède le nom personnel.
Chen Zhaokui, né à Chenjiagou en 1928 et décédé à Jiaozuo en 1981, est le plus jeune fils de Chen Fake et a grandi à Pékin. Étudiant de son père, Chen Zhaokui était un artiste martial de renom, connu notamment pour ses compétences en matière de capture et de verrouillage des articulations. 
Dès 1932, à l'âge de quatre ans, il suit son père à Pékin et y enseigne, mais aussi dans d'autres régions de Chine. Il a souligné que depuis Chen Changxing, sa méthode n'avait jamais été transmise en dehors de la famille de manière aussi détaillée et précise. Son fils Chen Yu l'accompagna dans ses voyages et étudia intensivement avec lui jusqu'à sa mort. Chen Zhaokui est retourné trois fois en 1973, 1974 et 1978 dans sa ville natale de Chenjiagou dans la province du Henan. À l'invitation des anciens du village, on lui a demandé d'enseigner le Taijiquan à la génération suivante. Dans le village, la méthode de Chen Fake n'avait jamais été expérimentée de cette manière et ils l'appelaient donc "nouvelle forme".  
Le groupe d'élèves de Chen Zhaokui comprend de nombreuses personnalités de renommée internationale. À Chenjiagou, par exemple, Chen Xiaowang, Chen Zhenglei, Zhu Tiancai, Wang Xian, Chen Dewang, Chen Suying, Chen Guizhen et Chen Chunai ont appris de lui. A Zhengzhou c'était Zhang Maozhen, Zhang Qilin, Zhang Zhijun et Hai Yuqing, à Shanghai Wan Wende, Du Wencai, Zhang Caigen et d'autres. Chen Zhaokui attachait une grande importance aux applications martiales et au Taijiquan et à son utilisation pratique.  